# Хермин Браунштајнер
Хермин Браунштајнер Рајан (Беч, 16. јул 1919 — Бохум, 19. април 1999) била је немачка СС-Хелферин и стражарка у концентрационим логорима Равенсбрик и Мајданек, и први нацистички ратни злочинац који је изручен из Сједињених Америчких Држава како би се суочила са суђењем у тадашњој Западној Немачкој. Хермин је била позната затвореницима концентрационог логора Мајданек као Кобила која гази и говорило се да је на смрт пребијала затворенике, бацала децу за косу у камионе који су их одвозили на убијање у гасне коморе, вешала младе затворенике и газила на смрт старе затворенике својим чизмама.
Окружни суд у Диселдорфу ју је 30. априла 1981. године прогласио кривим за бројна убиства и осуђена на доживотни затвор, али је пуштена из здравствених разлога 1996. пре него што је умрла три године касније.

## Живот
Хермин је рођена у Бечу, као најмлађе дете у строго поштованој римокатоличкој породици радничке класе. Њен отац, Фридрих Браунштајнер, био је шофер за пивару и/или месар. Хермини су недостајала средства да испуни своју тежњу да постане медицинска сестра и радила је као собарица. Од 1937. до 1938. радила је у Енглеској за домаћинство америчког инжењера.
Године 1938, Хермин је постала немачка држављанка након аншлуса. Из Енглеске се вратила у Беч и исте године се преселила у Немачку ради посла у фабрици авиона Хајнкел у Берлину.

### Стражар логора у Равенсбрику
На наговор свог станодавца, немачког полицајца, Хермин се пријавила за боље плаћен посао надзора затвореника, чиме је на време учетворостручила приходе. Почела је обуку 15. августа 1939. као Ауфсехерин под Маријом Мандл у концентрационом логору Равенсбрик. Ту је остала након почетка Другог светског рата и прилива нових затвореника из окупираних земаља. После три године, неслагање са Маријом Мандл навело је Хермин да затражи премештај у октобру 1942.

### Мајданек и Алтер Флугхафен
Хермин је 16. октобра 1942. године преузела дужност у фабрици одеће за принудни рад у близини концентрационог логора Мајданек, основаној у близини Лублина у Пољској годину дана раније. Био је то и радни логор  и логор за истребљење са гасним коморама и крематоријумима. Унапређена је у помоћницу чувара у јануару 1943.  под водством Оберауфсхерин Елзе Ерих и заједно са још пет логорских стражара. До тада је већина Ауфсехерина пресељена у Мајданек из радног логора Алтер Флугхафен.
Хермин је имала бројне улоге у логору. Укључила се у "селекцију" жена и деце за слање у гасне коморе и бичевање неколико жена на смрт. Радећи заједно са другим женским чуварима као што су Елза Ерих , Хилдегарда Лехерт , Марта Улрих, Алис Орловски, Ерна Валиh и Елизабет Кноблих , Хермин је постала позната по свом дивљем бесу. Према једном сведоку на каснијем суђењу у Диселдорфу, она је „хватала децу за косу и бацала их у камионе који су се кретали ка гасним коморама“. Други преживели су сведочили како је убијала жене газивши их својим чизмама са челичним чавлима, чиме је добила надимак „Кобила која гази“ (на пољском „Кобиłа“, на немачком „Stute von Majdnek“).  За свој рад добила је крст за ратне заслуге 2. класе 1943.

### Поново Равенсбрик и поткамп Гентхин
У јануару 1944. Хермин је наређено да се врати у Равенсбрик пошто је Мајданек почео евакуацију због приближавања линије фронта. Унапређена је у надзорну чуварку у поткампу Гентхин у Равенсбруцку, који се налази изван Берлина.  Сведоци кажу да је многе затворенике злостављала бичем који је носила, убивши њиме најмање две жене. Француски лекар, који је био интерниран у Гентхин-у, присетио се садизма док је она управљала логором: „Гледао сам је како наноси двадесет пет удараца бичем са жетвом за јахање младој Рускињи за коју се сумњало да је покушала саботажу. Леђа су јој била пуна трепавица, али нисам смео одмах да је лечим“.

### Послератна Аустрија
Хермин је 7. маја 1945. побегла из логора испред совјетске Црвене армије. Потом се вратила у Беч, али је убрзо отишла, жалећи се да нема довољно хране.
Аустријска полиција ју је ухапсила и предала британским војним окупационим властима; остала је у затвору од 6. маја 1946. до 18. априла 1947. Суд у Грацу, Аустрија, осудио ју је за мучење, малтретирање затвореника и злочине против човечности и људског достојанства у Равенсбрику (не Мајданеку), а затим ју је осудио на издржавање казне. Три године, почев од 7. априла 1948; пуштена је рано у априлу 1950. Аустријски грађански суд јој је накнадно дао амнестију од даљег кривичног гоњења. Радила је на нижим пословима у хотелима и ресторанима до емигрирања.

## Емиграција и брак
Американац Расел Рајан упознао ју је на свом одмору у Аустрији. Венчали су се у октобру 1958, након што су емигрирали у Нову Шкотску, у Канади. Ушла је у Сједињене Америчке Државе у априлу 1959. године, а држављанка САД је постала 19. јануара 1963. Живели су у Маспету, Квинс,  Њујорк, где је била позната као избирљива домаћица са пријатељским манирима, удата за грађевинског радника.

## Откривање
Ловац на нацисте Симон Визентал случајно јој је ушао у траг приликом посете Тел Авиву . Био је у тамошњем ресторану када га је пријатељ назвао да не може да стигне на њихов ручак. Мајтре д' је најавио „телефонски позив за господина Визентала“ и то је довело до његовог признања од стране осталих покровитеља, који су устали да му аплаудирају. Када се вратио за свој сто, чекало га је неколико преживелих из логора Мајданек који су му испричали о Хермин и шта је радила. На основу ових информација пратио је њен траг од Беча до Халифакса, Нова Шкотска , а затим, преко Торонта, до Квинса. Године 1964. Визентал је алармирао Њујорк Тајмс  да се Хермин можда удала за човека по имену Рајан и да би могла да живи у области Маспет у округу Квинс у Њујорку. Задужили су Џозефа Леливелда, тада младог репортера, да пронађе „госпођу Рајан“. Прво су живели у 54–44 82. улици у западном Елмхурсту и преселили се у 52–11 72. улицу у Маспету.  Нашао ју је на другом звону на вратима које је позвонио и касније написао да га је дочекала на свом кућном прагу и рекла: "Боже мој, знао сам да ће се ово догодити. Дошао си."
Хермин је изјавила да је у Мајданеку била само годину дана, од тога осам месеци у логорској амбуланти. "Моја жена, господине, не би повредила ни муву", рекао је Рајан. "Нема пристојније особе на овој земљи. Рекла ми је да је то дужност коју мора да обави. То је била регрутна служба."  Власти Сједињених Држава су 22. августа 1968. тражиле да јој одузму држављанство, јер није открила своје осуде за ратне злочине; денатурализована је 1971. након што је донела пресуду о сагласности да би избегла депортацију.

## Екстрадиција
Тужилац у Диселдорфу почео је да истражује њено ратно понашање, а 1973. године влада Западне Немачке затражила је њено изручење, оптужујући је за заједничку одговорност за смрт 200.000 људи.
Суд Сједињених Држава је одбацио процедуралне тврдње да је њена денатурализација била неважећа (држављани САД нису могли бити изручени Западној Немачкој) и да су оптужбе наводне политичке преступе које је починио не-Немац изван Западне Немачке. Касније је одбацио тврдње о недостатку вероватног узрока и двострукој опасности.  Током следеће године, седела је са својим мужем у окружном суду Сједињених Држава у Квинсу, слушајући сведочења преживелих против бившег Шуцстафела стражара. Описали су бичевање и смртоносна премлаћивања. Рејчел Бергер, сама међу сведоцима, сведочила је да ће славити освету бившој заменици команданта женског логора у Мајданеку.
Судија је оверио њено изручење државном секретару 1. маја 1973. године, а 7. августа 1973. Хермин Браунштајнер Рајан је постала први нацистички ратни злочинац изручен из Сједињених Држава Западној Немачкој.

## Суђење у Западној Немачкој
Била је у притвору у Диселдорфу 1973. године, док њен муж није положио кауцију . Западнонемачки суд је одбацио Рајанове аргументе да нема надлежност, јер она није немачка држављанка већ Аустријанка и да су се наводна кривична дела догодила ван Немачке. Пресуђено је да је она у то време била немачки држављанин и што је још важније да је била званичник немачке владе који је деловао у име Немачког Рајха.
Судило јој се у Западној Немачкој са још 15 бивших СС мушкараца и жена из Мајданка. Један од сведока против Хермин је сведочио да је она „хватала децу за косу и бацала их у камионе који су се кретали ка гасним коморама“. Други су говорили о жестоким батинама. Један сведок је испричао о Хермин и челичним чизмама којима је задавала ударце затвореницима.
Треће суђење Мајданек одржано је у Диселдорфу . Почевши од 26. новембра 1975. и у трајању од 474 сесије, било је то најдуже и најскупље суђење у Западној Немачкој. Међу оптуженима су били Рајан, бивши СС стражар Херман Хакман и логорски лекар Хајнрих Шмит. Суд је нашао недовољне доказе по шест тачака оптужнице и осудио је по три: за убиство 80 људи, подржавање убиства 102 деце и садејствовање у убиству 1.000 људи. Суд је 30. јуна 1981. изрекао доживотну казну, тежу казну од оних које су јој дате саоптуженим.
Компликације дијабетеса, укључујући ампутацију ноге, довеле су до њеног пуштања из затвора за жене Милхеимер 1996. Хермин Браунштајнерр Рајан умрла је 19. априла 1999. године, у доби од 79 година, у Бохуму, у Немачкој.
Након публицитета око Рајанине екстрадиције, влада Сједињених Држава је 1979. године основала Канцеларију за специјалне истраге америчког Министарства правде да тражи ратне злочинце за денатурализацију или депортацију. Преузео је надлежност коју је раније имала Служба за имиграцију и натурализацију.